# Schtschugor
Der Schtschugor (russisch Щугор, auch Щугырь/Schtschugyr oder Щугер/Schtschuger) ist ein 300 km langer rechter Nebenfluss der Petschora im nördlichen, europäischen Teil Russlands.

## Beschreibung
Der Fluss entspringt im nördlichen Ural östlich des Hauptkamms, nahe der Grenze zwischen der Republik Komi und dem Autonomen Kreis der Chanten und Mansen. Zuerst fließt er entlang der Grenze nach Norden, ehe er nach der Einmündung der Torgowaja nach Westen abbiegt. Dabei quert er die Urallinie (⊙). Er nimmt den Telpos auf und wendet sich kurz darauf wieder nach Norden.
In einer weiten Linkskurve fließt der Schtschugor anschließend nach Westen. Nach der Einmündung des Bolschoi Patok biegt er nach Süden ab, ehe er sich kurz vor dem Zufluss des Tokarel wieder nach Westen wendet.
Wenige Kilometer weiter mündet der Schtschugor bei Ust-Schtschuger in die Petschora.
Der Schtschugor durchfließt auf fast seiner ganzen Länge die sehr dünn besiedelte Taiga der Republik Komi. Von Ende Oktober/Anfang November bis durchschnittlich Ende Mai/Anfang Juni ist der Fluss gefroren. Im Juni und Juli führt der Fluss aufgrund der Schneeschmelze Hochwasser.
Der Fluss ist ein Laichgebiet für Lachse.
Der Schtschugor durchfließt den Nationalpark Jugyd Wa. Der Fluss wird zum Rafting genutzt.